# NGC 5340
NGC 5340 (również PGC 49021) – galaktyka spiralna (S), znajdująca się w gwiazdozbiorze Małej Niedźwiedzicy. Odkrył ją Lewis A. Swift 6 maja 1886 roku.